# Okay Airways

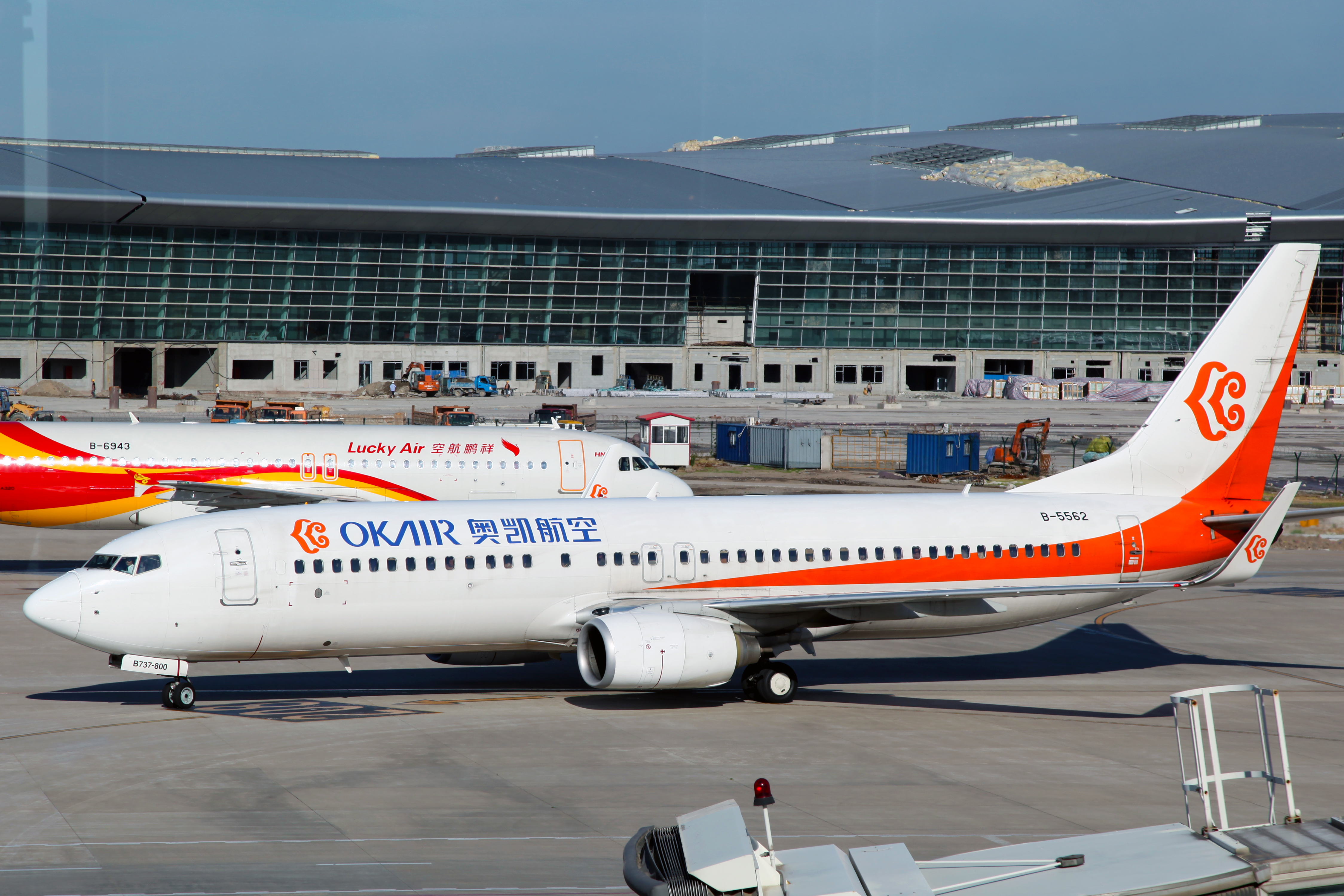

Okay Airways (奥凯航空有限公司/Aòkǎi Hángkōng Yǒuxiàngōngsī) est une compagnie aérienne basée à Pékin, en Chine. Elle propose des vols charters et envisage de proposer des vols commerciaux réguliers et cargos. Son hub principal est l'Aéroport international de Tianjin Binhai à Tianjin. Ses vols furent suspendus durant un mois dès le 15 décembre 2008 à la suite d'un différend entre la compagnie et ses actionnaires.

## Histoire
Okay Airways est fondée en juin 2004 et reçoit sa licence en février 2005 par l'Administration de l'aviation civile de Chine (CAAC). Son premier vol de Tianjin à Changsha a lieu le 11 mars 2005, avec 81 personnes à bord.
Son siège se situe dans celui d'Air China, dans la Zone A de la Zone Industrielle de Tianzhu à Pékin (District de Shunyi),. Auparavant, son siège était situé dans le District de Fengtai, toujours à Pékin,.

## Destinations
Les lignes commerciales de passagers d'Okay Airways relient Tianjin à Changsha, Chengdu, Haikou, Hangzhou, Harbin, Hefei, Jiamusi (en), Kunming, Nankin et Zhangjiajie.
Ses vols cargos incluent Pékin, Canton, Hangzhou, Qingdao, Shenyang, Tianjin, Dalian et Xiamen.
Depuis février 2015, Okay Airways propose trois vols hebdomadaires de Xi'an à Bangkok et quatre vols hebdomadaires vers Krabi.

## Flotte

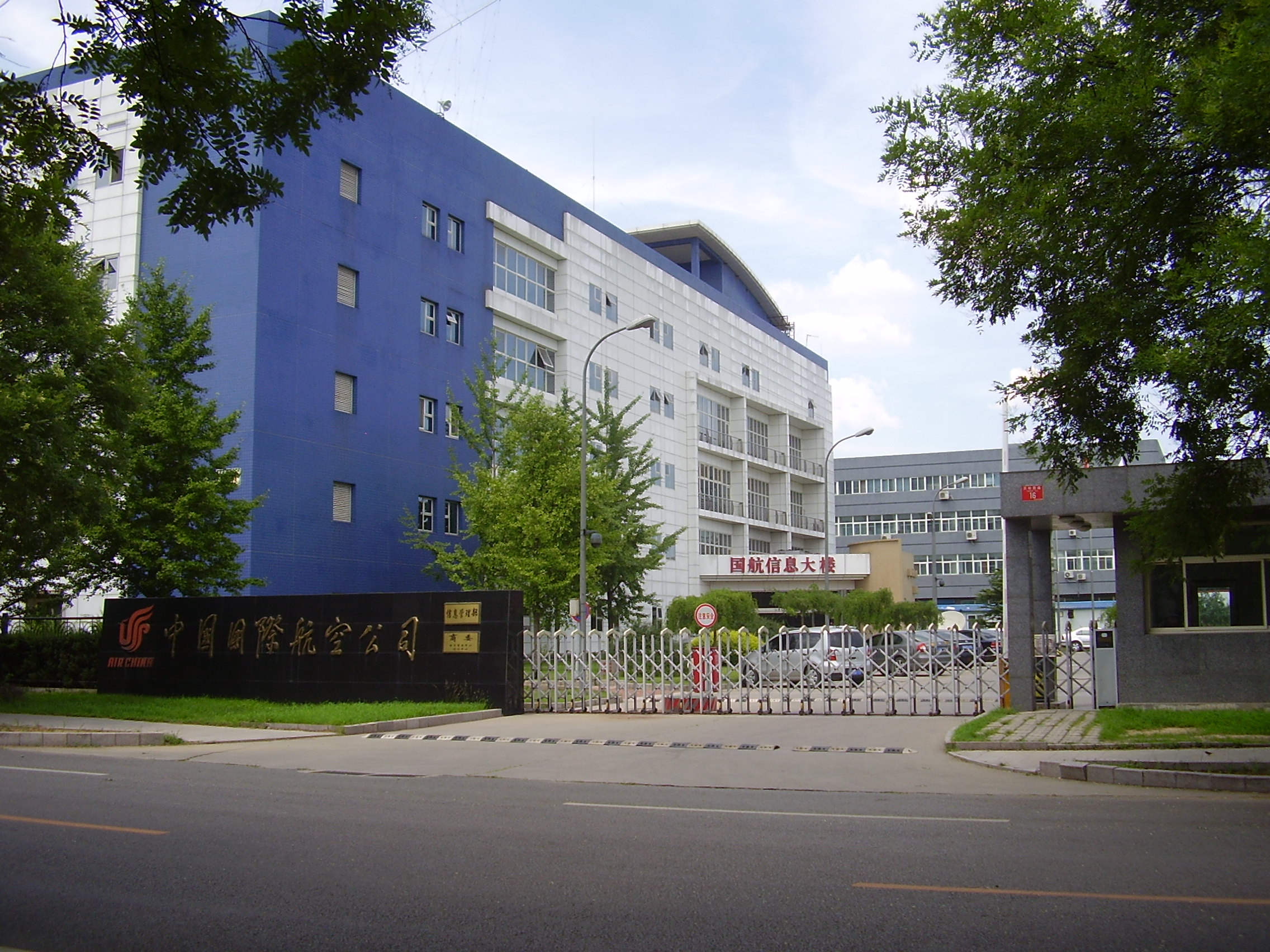
Siège d'Okay Airways dans les locaux d'Air China.

En octobre 2020, les appareils suivants sont en service au sein de la flotte d'Okay Airways :

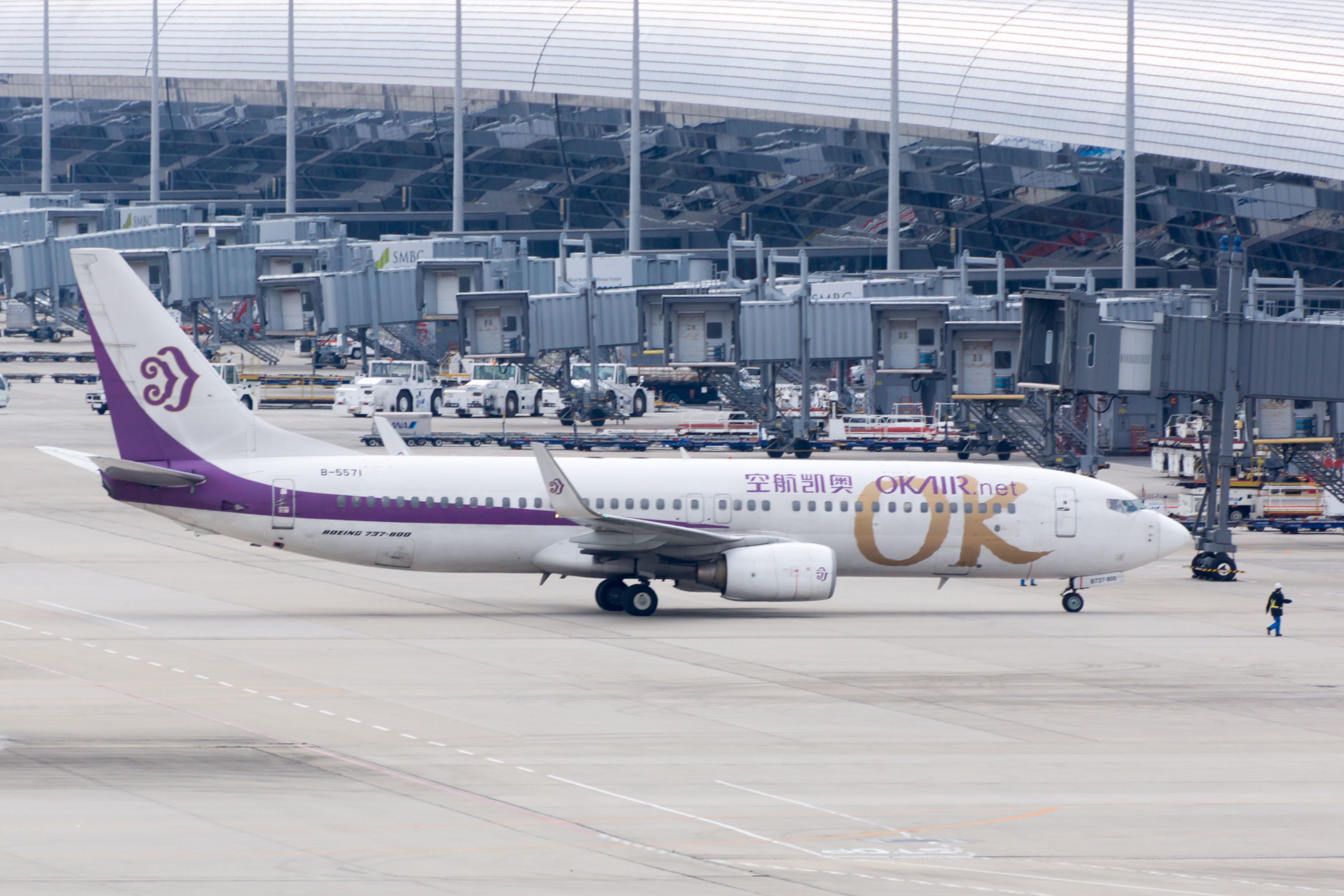
Un Boeing 737-800 revêtu de l'ancienne livrée
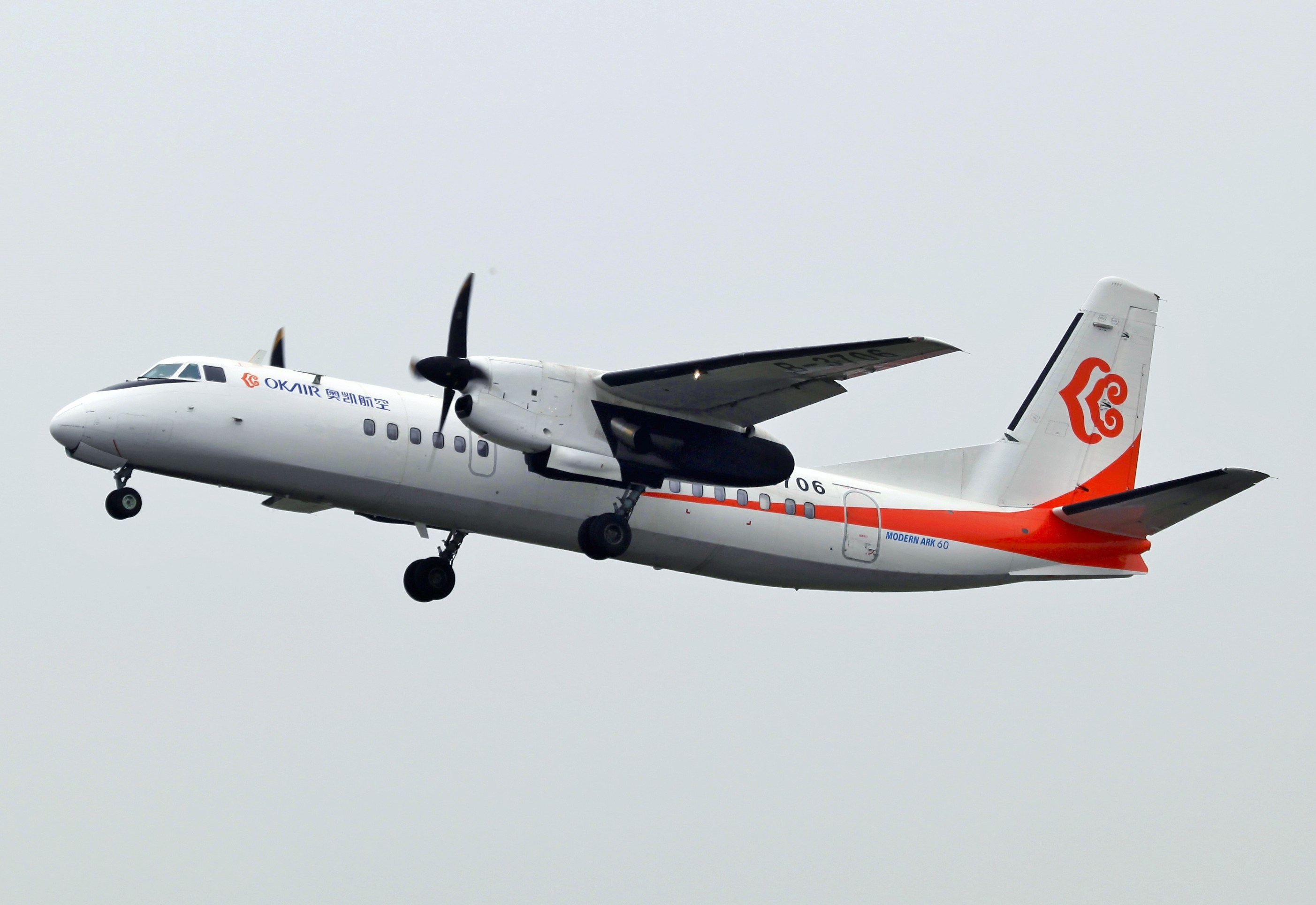
Un Xian MA60 de la compagnie
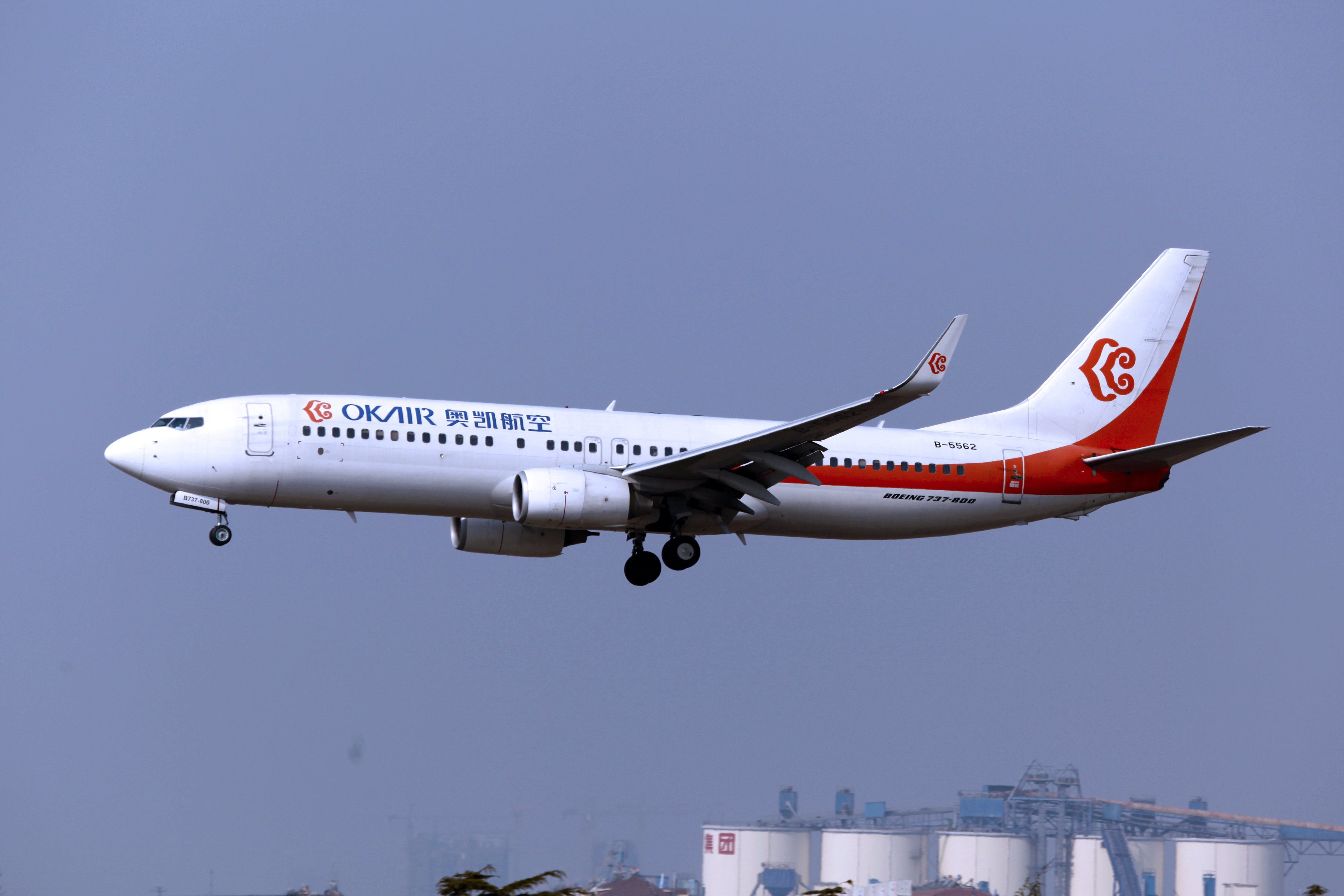
Boeing 737-800 aux nouvelles couleurs

Le 25 février 2005, Boeing annonce qu'Okay Airways a reçu son premier Boeing 737-9B5, faisant de la compagnie la première de Chine à utiliser le plus gros modèle des Boeing 737.
La compagnie aérienne signe une intention d'achat de 30 Xian MA60.
Lors du Salon Aéronautique de Farnborough 2010, Okay Airlines commande dix Boeing 737-800 supplémentaires.